# Maximilian, Duce de Hohenberg

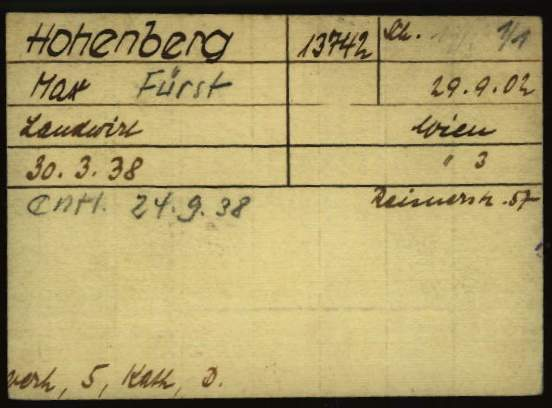
Cartea de înregistrare a Maximilian de Hohenberg ca prizonier în lagărul de concentrare nazist Dachau

Maximilian, Duce de Hohenberg (29 septembrie 1902 – 8 ianuarie 1962) a fost fiul cel mare al  Arhiducelui Franz Ferdinand al Austriei și a soției lui morganatice, Sofia, Ducesă de Hohenberg. Prin căsătoria morganatică a părinților săi, a fost exclus din linia de succesiune la tronul Imperiului Austro-Ungar.